# Brian Pern
Brian Pern ist eine britische Mockumentary-Serie über den fiktiven alternden Rockstar Brian Pern und seine ehemalige Progressive-Rock-Band Thotch. Die Serie wurde von Rhys Thomas und Simon Day geschrieben. Simon Day spielt die Titelfigur des Brian Pern und zahlreiche weitere Rollen wurden mit bekannten Schauspielern und Musikern hochkarätig besetzt.

## Handlung
Brian Pern, Gründer und Frontmann der Ende der 1960er, Anfang der 1970er Jahre überaus erfolgreichen und einflussreichen Band Thotch, erfand quasi im Alleingang das Musikgenre des Progressive Rock, die Band inspirierte unzählige Künstler und veränderte die Rockmusik nachhaltig. Pern schied 1977 aus, um sich seinen ebenfalls sehr bedeutenden Soloprojekten zu widmen. So schuf er ebenfalls im Alleingang neue Musikrichtungen, wie die der Weltmusik, und es war seine Band, die weltweit erstmals schwarze Backgroundsänger einsetzte. Zuletzt war er als Humanist, Menschenrechtler und Tierschützer aktiv. Thotch waren aber auch nach Perns Ausstieg erfolgreich unterwegs.
Perns Veröffentlichung seines über 40 Jahre in Vergessenheit geratenen Albums Day of the Triffids und Gerüchte über eine bevorstehende Wiedervereinigung von Thotch in Originalbesetzung lösten einen Sturm von Schlagzeilen in den Medien der ganzen Welt aus.
Der preisgekrönte Dokumentarfilmer und Ritter des Order of the British Empires Rhys Thomas begleitet in der Serie Pern, dessen ehemaligen Bandmitglieder und deren Mager John Farrow bei den Bemühungen um die Wiedervereinigung von Thotch.

## Entstehung
Rhys Thomas entwickelte den Charakter des Brian Pern 2009 zunächst für eine Webserie auf der Comedy Website der BBC, die anschließend ins Fernsehen übertragen wurde. Die erste Staffel mit dem Titel The Life of Rock with Brian Pern debütierte am 10. Februar 2014 mit drei wöchentlichen Folgen auf BBC Four. Die zweite Staffel mit dem Titel Brian Pern: A Life in Rock mit drei Episoden folgte ab dem 9. Dezember 2014 auf BBC Two und die dritte Staffel Brian Pern: 45 Years of Prog and Roll, ebenfalls mit drei Episoden, wurde ab dem 14. Januar 2016 auf BBC Four ausgestrahlt. Am 29. März 2017 folgten eine weitere 20-minütige Folge Brian Pern At the BBC und die 40-minütige Folge Brian Pern A Tribute die Brian Perns angeblichen Ableben.
Im April 2016 erschien die Serie in Großbritannien unter dem Titel Brian Pern - The Complete Series 1-3 auf DVD und Blu-ray.

## Besetzung
| - Simon Day als Brian Pern - Michael Kitchen als Manager John Farrow - Rhys Thomas (OBE) als er selbst und weitere Charaktere - Paul Whitehouse als Pat Quid, Gitarrist von Thotch - Nigel Havers als Tony Pebblé, Keyboarder Thotch - Lucy Montgomery als Pepita Sanchez Vokalakrobatin, Freundin und Muse Perns, und weitere Charaktere - Tony Way als Ned Pankhurst, Brians Fahrer - David Cummings als John - Philip Pope als Mike Phillips - Peter Gabriel als er selbst Gastrollen von Musikern, die sich als Cameo selbst spielen: - Peter Gabriel, ehemals Genesis - Roger Taylor, Schlagzeuger von Queen - Phil Collins von Genesis - Jools Holland, ehemals von Squeeze - Rick Wakeman von Yes - Rick Parfitt von Status Quo und ehemals Traffic - Chrissie Hynde, ehemals von The Pretenders - Tim Rice, Song-, Film- und Musicaltexter - Billy Bragg, Singer-Songwriter - Roy Wood, Komponist, Songwriter, Multiinstrumentalist, Gitarrist von Electric Light Orchestra (ELO), ehemals von The Move und Wizzard - Paul Young, Sänger und Songschreiber (Q-Tips) - Mark King, Gitarrist von Level 42 und Gizmodrome - Noddy Holder, Leadsänger und Rhythmusgitarrist, ehemals Slade - Martin Kemp, Bassist, ehemals Spandau Ballet - Melanie C, Sängerin der Spice Girls - Chas Hodges von Chas & Dave - Dave Peacock von Chas & Dave - Mike Batt, Musiker, Komponist | Britische Schauspieler, Rundfunk- und Fernsehpersönlichkeiten: - Vic Reeves - spielte seine Rolle des Mulligan aus The Smell of Reeves and Mortimer - Bob Mortimer - spielte seine Rolle des O'Hare from aus The Smell of Reeves and Mortimer - Matt Lucas als Ray Thomas - Anna Maxwell Martin als Jess Hunt - Danny John-Jules als Nigel Rogers, basierend auf Nile Rodgers - Kevin Eldon als Lennie Monkton - Michael Smiley als Micky Murray - Frances Barber als Wendy Mankiewicz - Al Murray als Jon Westmore (Staffel 1), und Schlagzeuger Eddie Mount (Staffel 2) - Tom Davis als Russischer Security-Mitarbeiter in der Wembley Arena - Christopher Eccleston als Luke Dunmore - Suranne Jones als Astrid Maddox Pern - John Thomson als Perry Boothe - Jane Asher als Cindy Pern - Adam Longworth als Tallow Pern - Shelley Longworth als Ripple Pern - Denis Lawson als Barry Patmoor - Alan Ford als „Big“ Basil Steel - Simon Callow als Bennet St John - Craig Christiaens als Brians Schlagzeuger - Peter Bowles als Mr. Pern - Angela Thorne als Mrs. Susan Pern - Roger Moore als er selbst - David Arnold als er selbst - David Baddiel als Danny Dyer - Noel Edmonds als er selbst - Miranda Sawyer als Miranda Soya - John Humphrys als er selbst - Dan Cruickshank als er selbst - Mike Read als er selbst - Jack Whitehall als er selbst - Martin Freeman als er selbst - Kathy Burke als sie selbst - Alex Jones als sie selbst - Dan Snow als er selbst - Matthew Wright als er selbst - Alan Yentob als Melvyn Bragg - Paul Gambaccini als er selbst - Tony Blackburn als Reggie Yates - Simon McCoy als Nachrichtensprecher - Annie Nightingale als sie selbst - Dermot O’Leary als er selbst - Kirsty Young als sie selbst - Ian Wright als er selbst |

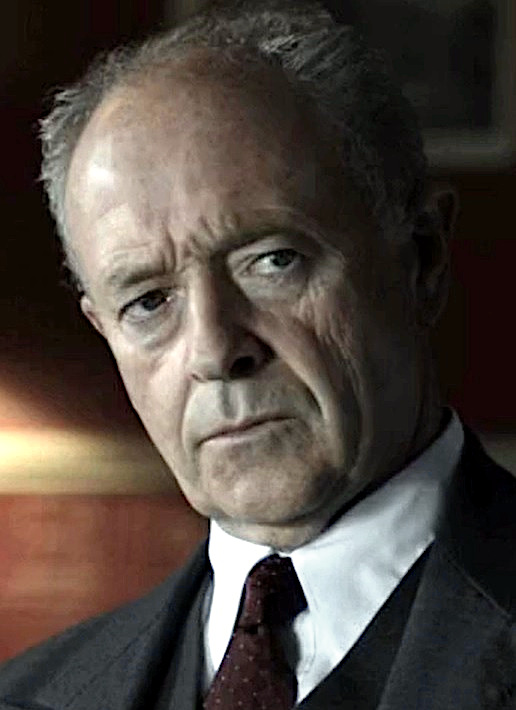
Michael Kitchen (2013)
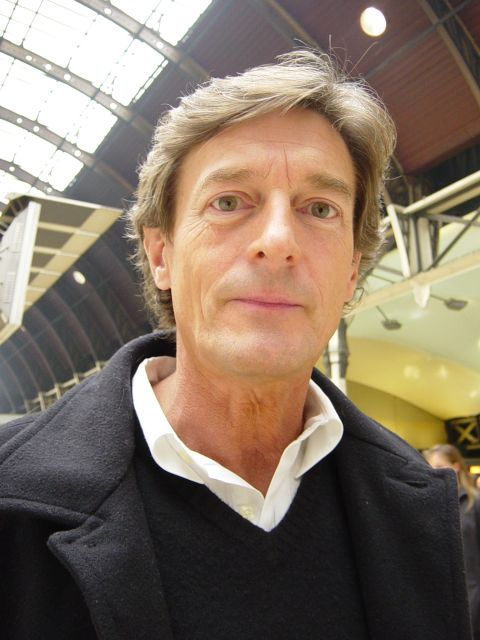
Nigel Havers (2004)
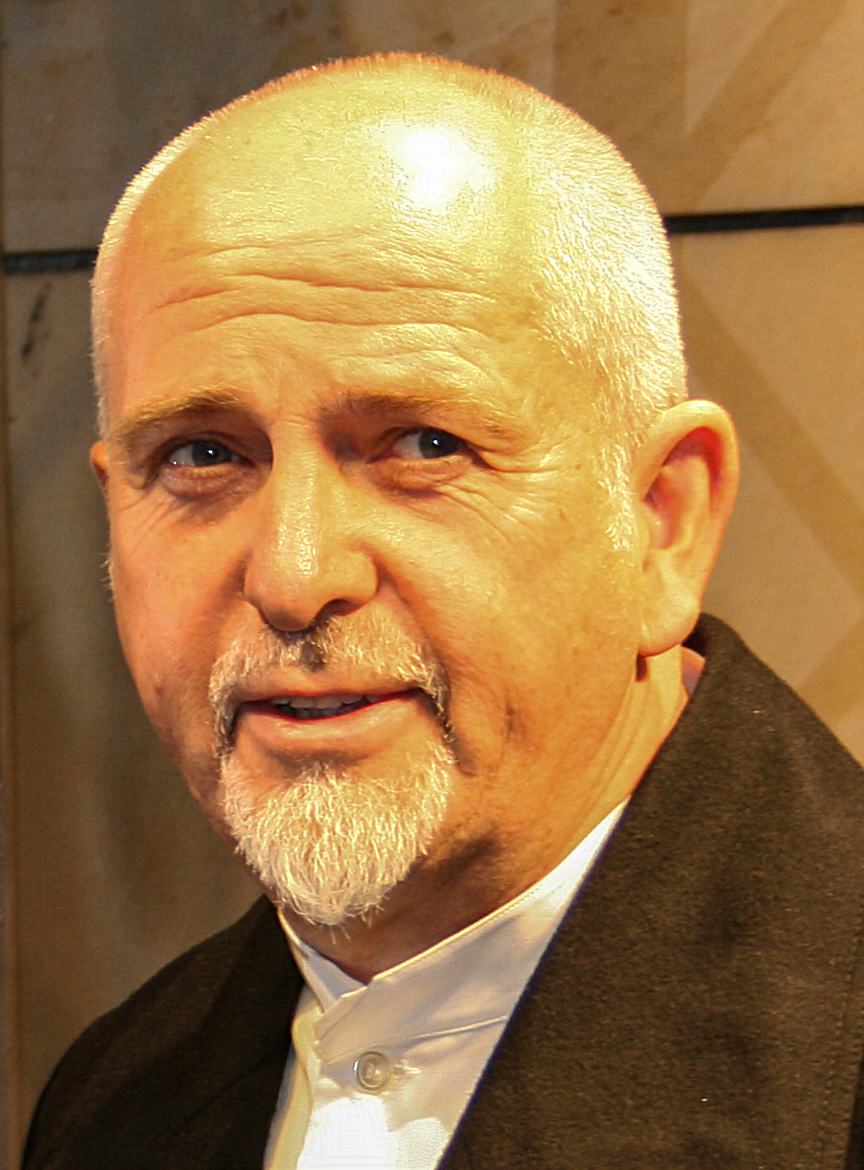
Peter Gabriel (2008)
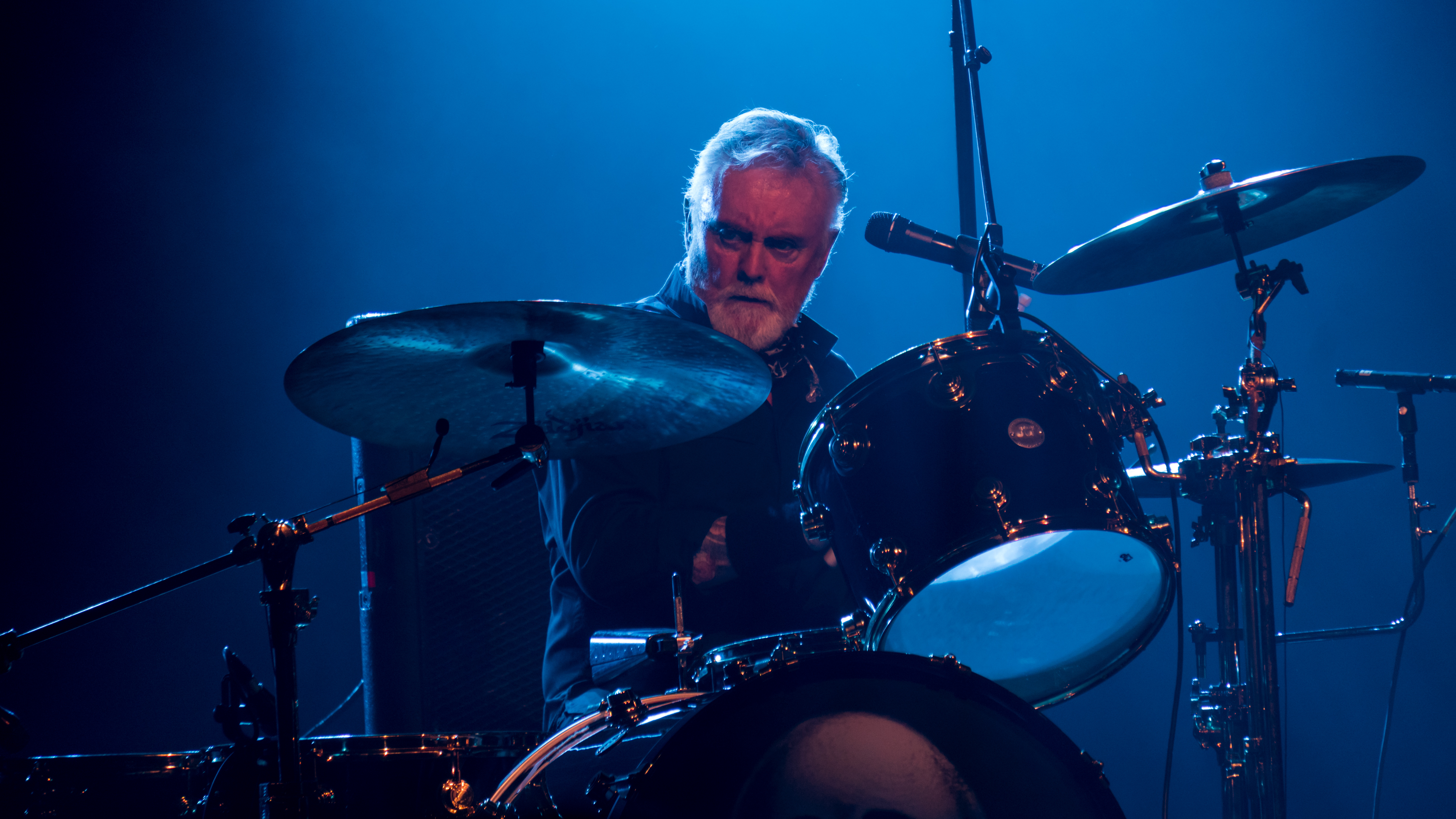
Roger Tailor (2017)
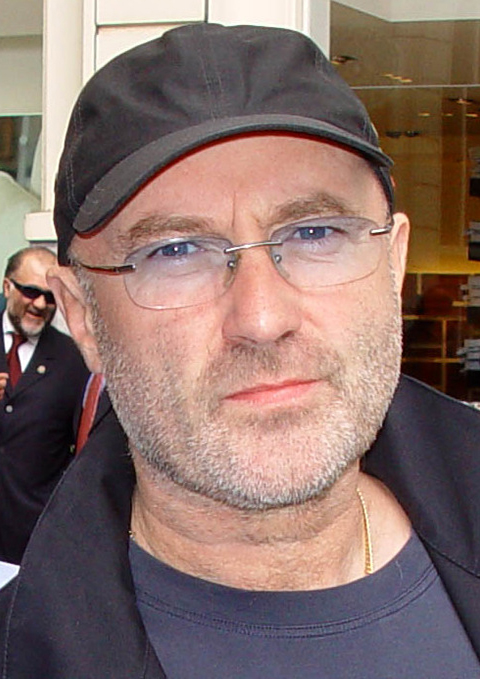
Phil Collins (2007)
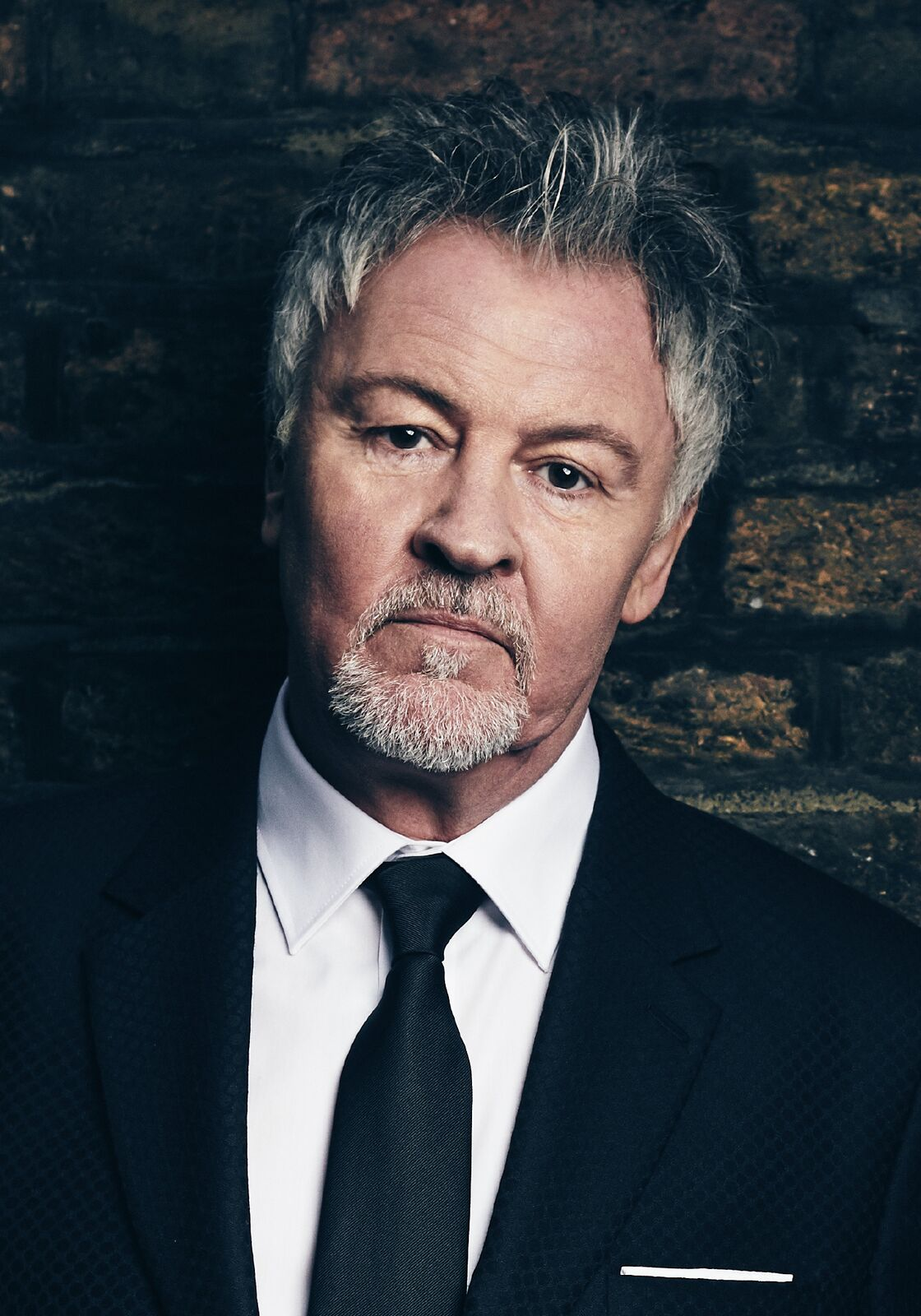
Paul Young (2017)
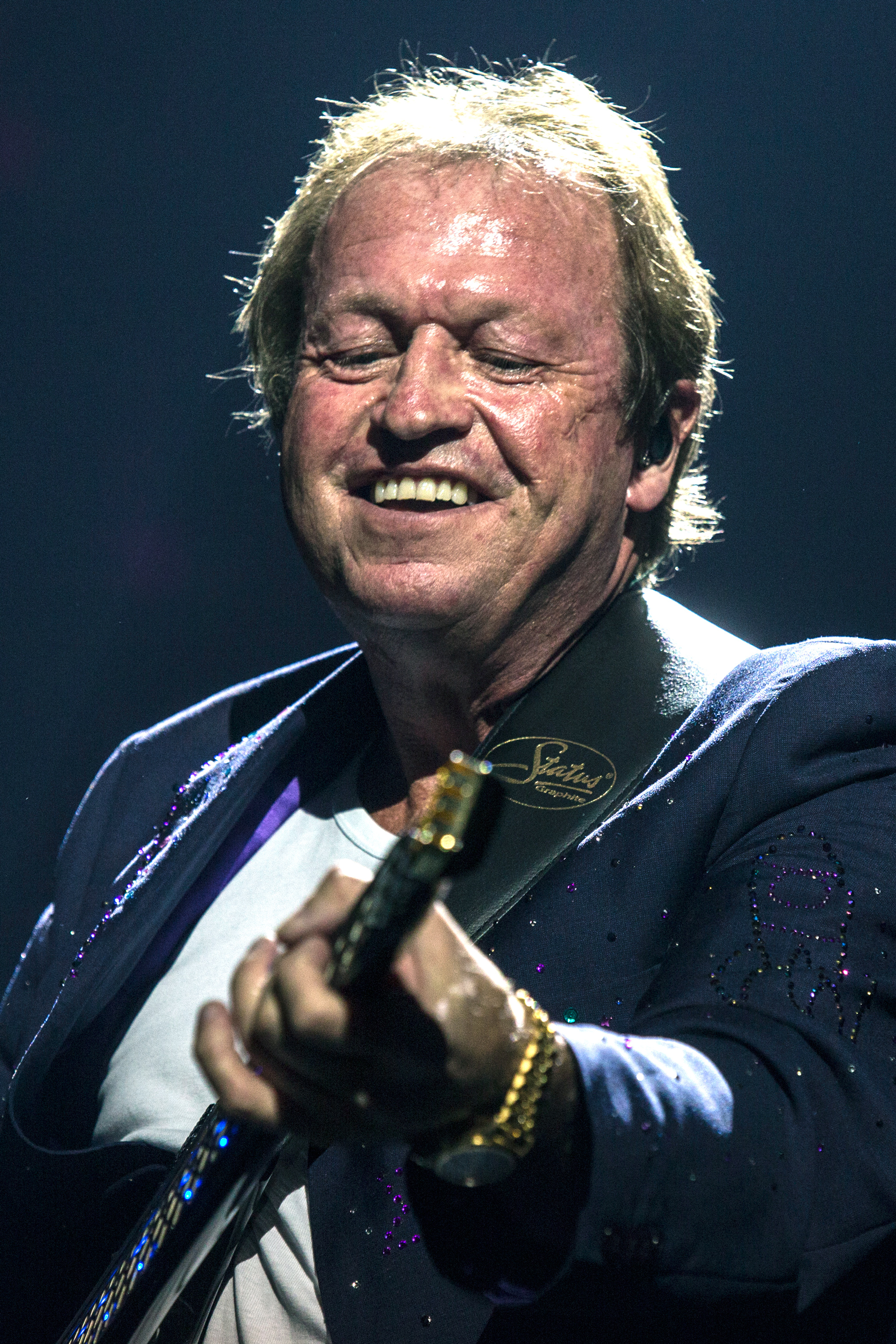
Mark King (2013)
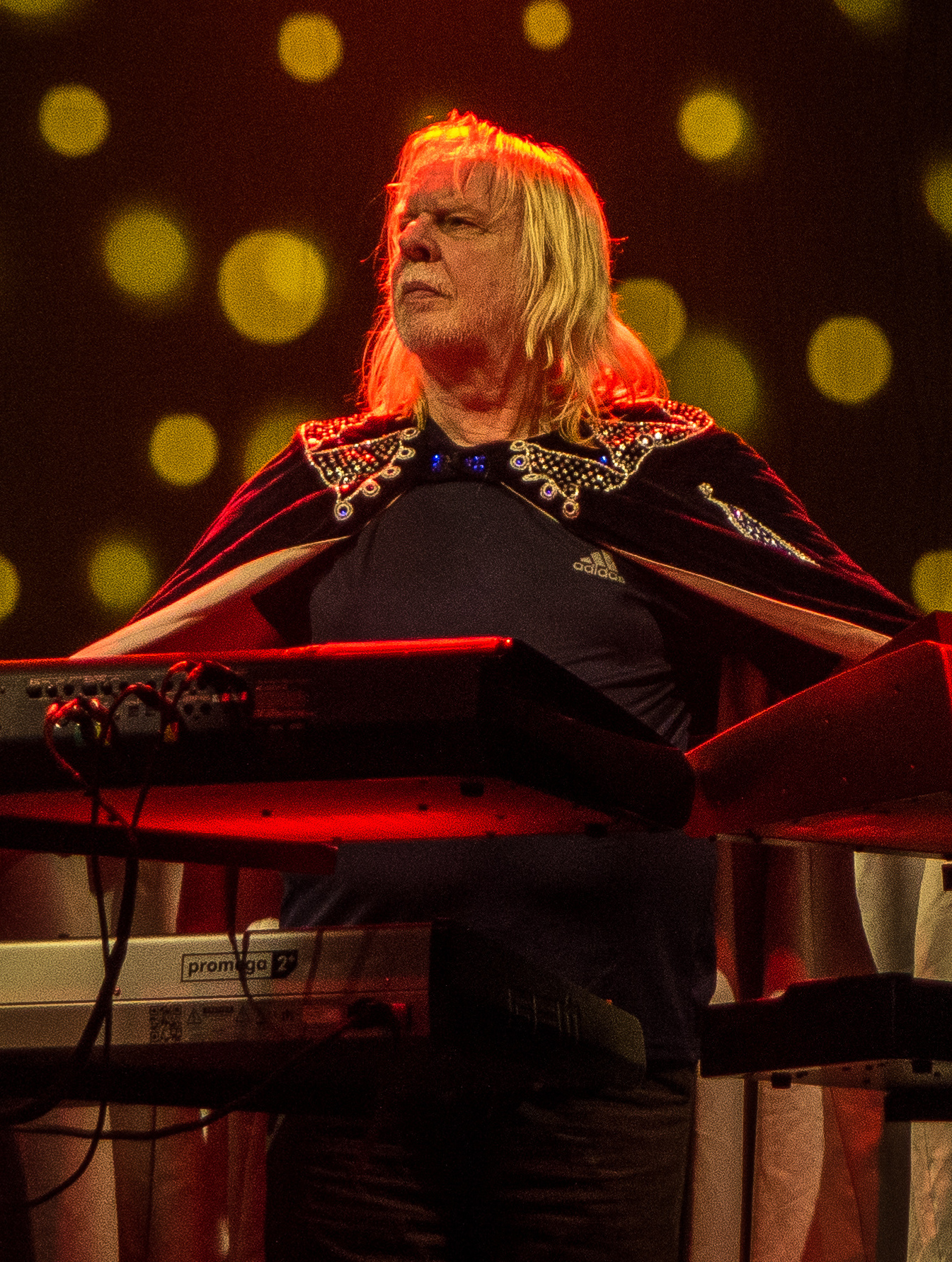
Rick Wakeman (2017)
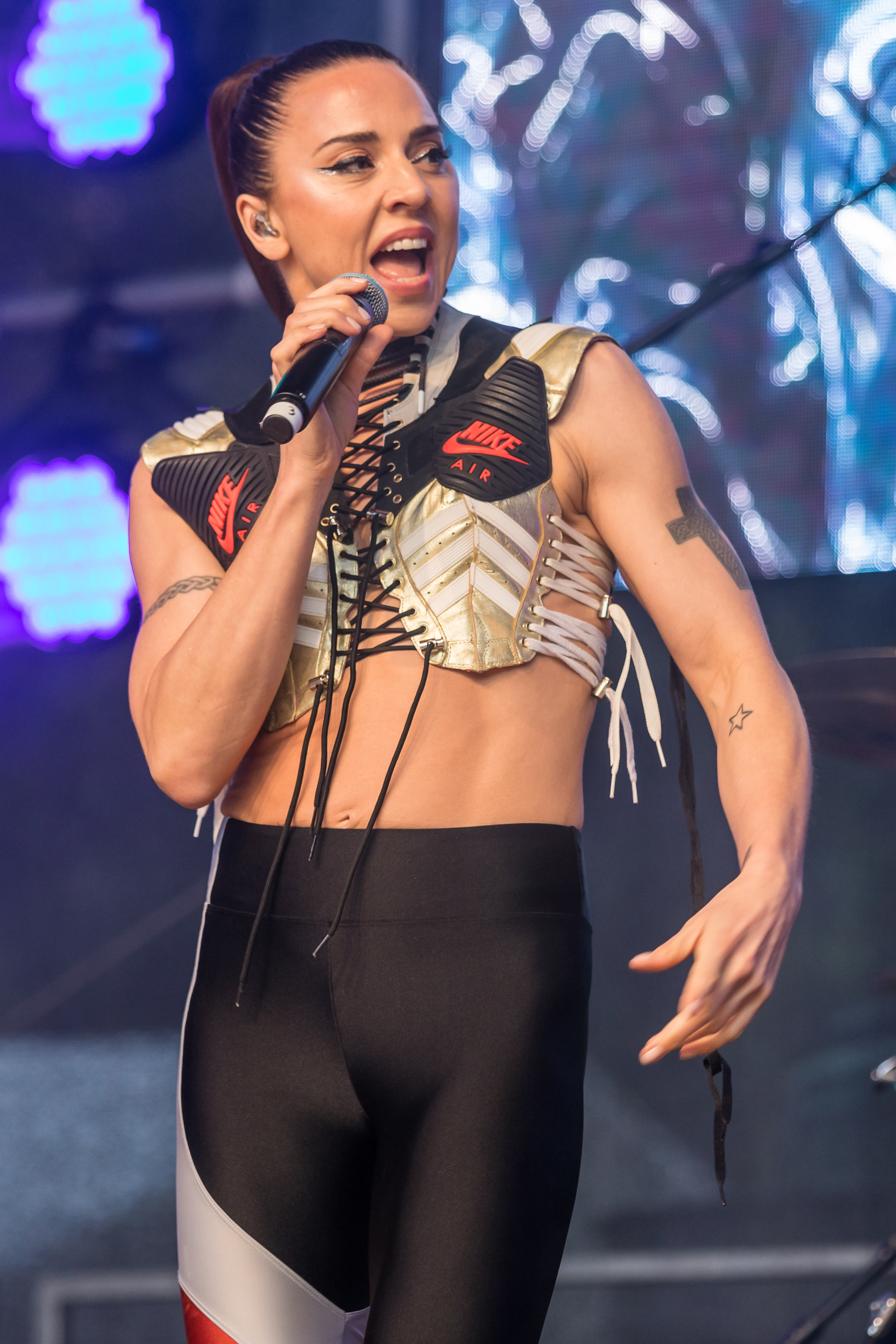
Mel C (2019)
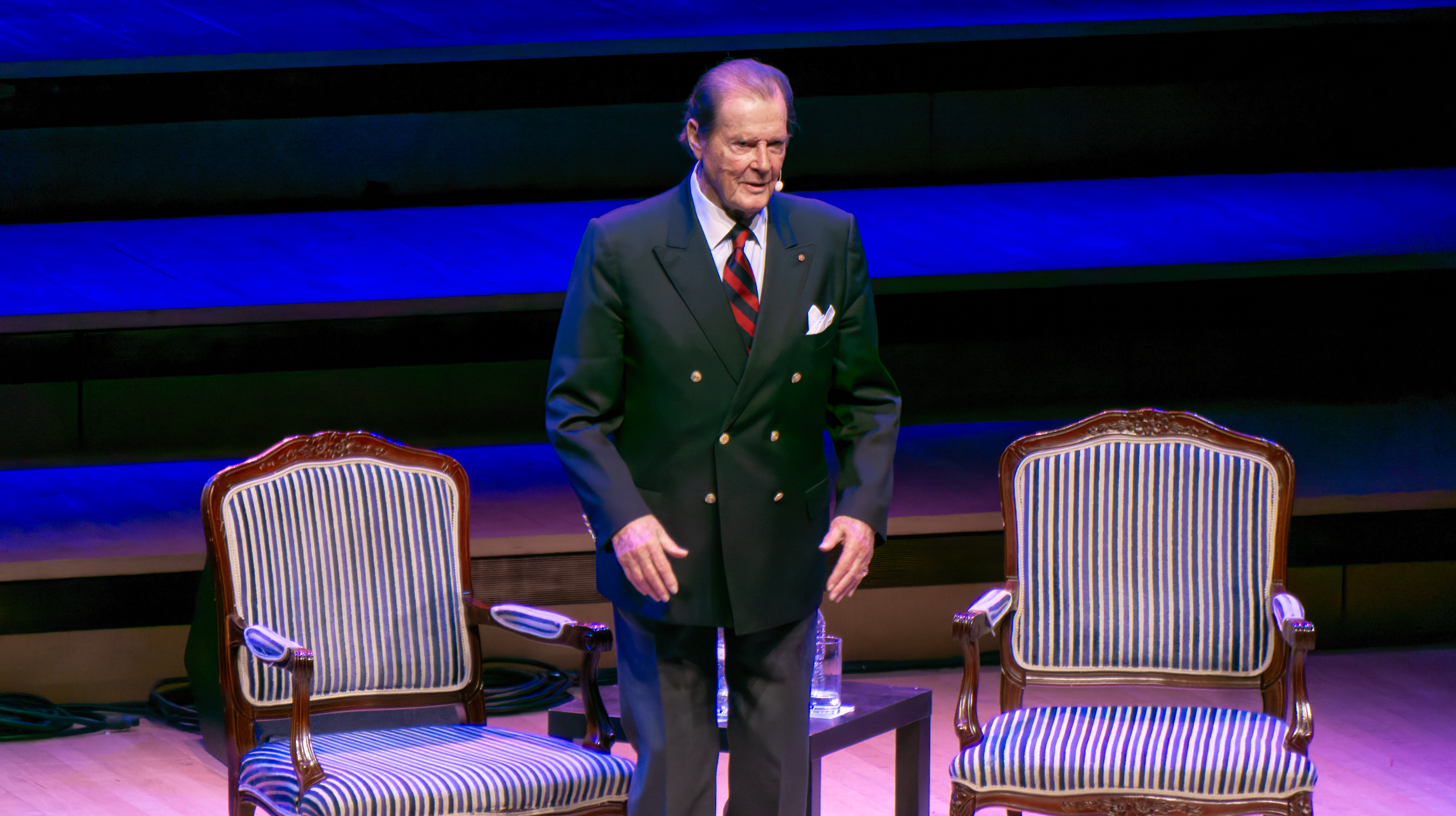
Roger Moore (2016)

## Hintergrund
Die Serie enthält viele Anspielungen auf die Rockmusikgeschichte und ihre Persönlichkeiten, wie Genesis, insbesondere aber auf Peter Gabriel, der immer wieder als obskure Figur in den Folgen in Erscheinung tritt. Perns Aussagen wie, er habe die Weltmusik erfunden spielt auf die WOMAD-Festivals an, oder er sei der erste Musiker der Plastilin in einem Musikvideo verwendete, ist eine Referenz an Peter Gabriels Video zum Song "Sledgehammer". Ein parodierter Weihnachtssong "Wish I Was At Home With My Missus" basiert auf dem Weihnachtsfrieden des Ersten Weltkriegs.

## Rezeption
Brian Pern wird der Radio Times als „eine liebevolle Parodie auf Peter Gabriel mit einer Prise Brian Eno“ beschrieben. Michael Hogan vom Daily Telegraph ist der Meinung, dass die zweite Staffel „zwar Biss hatte, aber seine Schärfe verlor, weil es in einen Sitcom-Rahmen gezwängt wurde“. Andrew Billen von der Times war der Meinung, dass „der erste Teil dieser dreiteiligen wiederkehrenden Komödie sicherlich seine sehr lustigen Momente hatte, aber war das wirklich nötig?“ Ellen E. Jones von The Independent hielt sie für eine „sehr scharfsinnige, sehr witzige Parodie auf gefeierte Rock'n'Roll-Royals, geldgierige kreative Projekte und BBC-Kunstdokumentationen im Allgemeinen“. Matt Baylis vom Daily Express kommentierte: "Man hat das Gefühl, dass die BBC über sich selbst lacht, damit es andere nicht tun müssen. Ich bin mir nicht sicher, ob sie so glimpflich davonkommen sollte.
Auf dem Progressive-Rock-Portal Babyblaue Seiten beschreibt Nik Brückner die Serie als „Urkomische Prog-Satire auf gewohnt hohem BBC-Niveau - und näher an der Realität, als mancher Rockfan glauben mag…“ und bewertet diese mit 14/15 Punkten.